# فکت‌نامه
فکت‌نامه یک وب‌سایت راستی‌آزمایی فارسی است . بررسی گفته‌های مقام‌ها و یا شخصیت‌های تاثیرگذار همه طیف‌های سیاسی و اجتماعی ایرانی داخل و خارج کشور از جمله فعالیت‌های آن است. 
در فکت‌نامه، سوژه ها راستی آزمایی میشوند و بسته به میزان درستی‌شان در دسته‌های «درست»، «نادرست»، «نیمه‌درست»، «غیرقابل‌اثبات»، «گمراه‌کننده» و «شاخ‌دار» قرار می‌گیرند.

## بنیان‌گذاری
این وب‌سایت در اردیبهشت ۱۳۹۶ (آوریل ۲۰۱۷) پایه‌گذاری شد.  فرهاد سوزنچی، بنیان‌گذار این وب‌سایت، در تورنتو زندگی می‌کند . او مدیر پروژهٔ «روحانی‌سنج» بود که به ارزیابی وعده‌های حسن روحانی می‌پرداخت. او می‌گوید: «ما از طریق پروژهٔ قبلی اصل ۱۹ به نام روحانی‌سنج، با درستی‌سنجی آشنا شدیم.»
فیلترینگ
مدتی بعد از فعالیت، این وب‌سایت به دستور کمیته فیلترینگ، مسدود شد‌.